# ヴャーゼムスキー

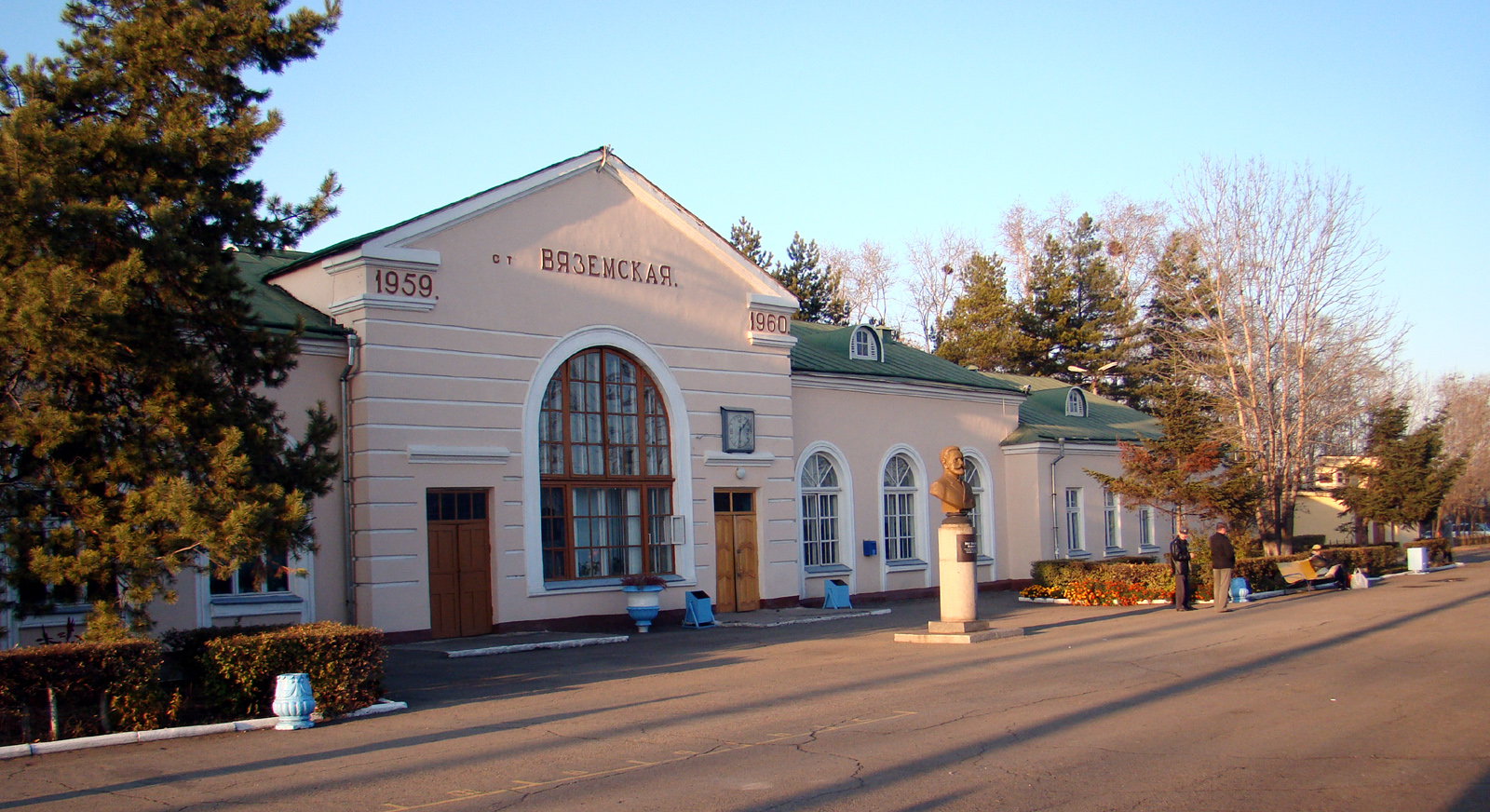
ヴャーゼムスキー駅

ヴャーゼムスキー（ロシア語: Вя́земский、Vyazemsky）は、ロシア極東部、ハバロフスク地方最南部にある町。州都ハバロフスクの南西130kmに位置し、中華人民共和国との国境であるウスリー川からは数kmしか離れていない。ウスリー川の対岸は中国・黒竜江省ジャムス市撫遠市に属する。ハバロフスクからは、日本海側の終点ウラジオストクに向かうシベリア鉄道が通っている。人口は1万2775人（2021年）。

## 歴史
ヴャーゼムスキーは1894年に、ハバロフスク・ウラジオストク間の鉄道（後のシベリア鉄道）建設用の集落として建てられた。この集落と1897年開業の鉄道駅は、この区間の主任技師であったオレスト・ヴャーゼムスキーの名にちなんで、ヴャーゼムスカヤ（Вя́земская）と名付けられていた。1938年に都市型集落となり、1951年に市となった。

## 経済・交通
町の経済は周囲の森林からの木材を使った製材、建材、食品製造などが中心。またシベリア鉄道の運行に関わる仕事もある。
町にはシベリア鉄道のヴャーゼムスカヤ駅（モスクワから8,651km）があり、ハバロフスクから南への近郊電車（エレクトリーチカ）の終点になっている。また自動車道M60「ウスリー」も通る。